# Patrice et Mario
Patrice et Mario sont des duettistes français. Patrice (Patrizio Paganessi, né le 21 décembre 1916 à Vertova et mort le 26 avril 1992, à Neuilly-sur-Seine) et Mario (Mario Moro, né à Turin le 21 mai 1918 et mort le 9 août 2002, à Clichy), ont été des chanteurs très populaires au cours des années 1940-1950.

## Biographie
Patrice et Mario se sont rencontrés en 1938 lors d'un concours de chant amateur. Leur début véritable dans la chanson a lieu en décembre 1945, à l'A.B.C., dans un spectacle dont Maurice Chevalier est la vedette.
Après avoir enregistré plus de 200 chansons (Étoile des neiges, Montagnes d'Italie, Les Trois Cloches, Gondolier, La Paloma, Jambalaya (On the Bayou), Les Enfants du Pirée, etc.), ils ont cessé de se produire dans les années 1960, alors que triomphait la chanson yé-yé.

## Discographie Partielle

### Albums 33 tours
- 1954 "Chantent pour vous" (Odéon OS 1006) [2]
- 1955 "Chantent pour vous" (Odéon OS 1022)
- 1955 "Chantent pour vous" (Odéon OS 1064)
- 1957 "Patrice et Mario" (Odéon OS 1156)

### Singles 78 tours
- 1946 "C'est ma prairie" (Odeon 281.706)
- 1946 "Les trois caballeros" (Odeon 281.707)
- 1947 "La Rumba des cigales" (Odeon 281.777)
- 1949 "D'où viens-tu? (Odeon 282.129)
- 1949 "Santa Lucia" (Odeon 282.142)
- 1949 "A la claire fontaine" (Odeon 282.143)

### EP 45 tours
- 1955 "Mister l'amour" (Odeon MOE 2038)
- 1956 "Arriverderci Roma" (Odeon MOE 2067)
- 1957 "Bambino" (Odeon MOE 2088)
- 1957 "Montagnes d'Italie" (Odeon MOE 2099)
- 1957 "Le ranch de Maria" (Odeon MOE 2105)
- 1957 "Les trois cloches" (Odeon MOE 2118)
- 1957 "Calypso mélodie" (Odeon MOE 2119)
- 1957 "Gondolier" (Odeon MOE 2135)
- 1958 "Je t'aimerai, t'aimerai" (Odeon MOE 2151)
- 1958 "Chantent quatre Noëls" (Odeon MOE 2162)
- 1958 "Viens" (Odeon MOE 2166)
- 1959 "Le clocher de mon village" (Odeon MOE 2182)
- 1959 "Sophie" (Odeon MOE 2189)
- 1959 "Vénus" (Odeon MOE 2194)
- 1960 "Etrange tango" (Odeon MOE 2206)
- 1960 "Les enfants du Pirée" (Odeon MOE 2285)

### Compilations
- 1973 "Gondolier" (CBS 52561)
- 1976 "Les grands succès de Patrice et Mario" (CBS 88181)
- 1983 "Leurs grands succès" (CBS 54559)
- 1994 "Les années Odéon" (Columbia 477159.2)